# King Thalun (F19)
UMS King Thalun (19) je perspektivní fregata Myanmarského námořnictva. Je prototypem nové třídy fregat vyvinutých myanmarskými loděnicemi. Konstrukčně navazuje na předchozí třídu Aung Zeya. Na vodu byla spuštěna roku 2024. Je to největší fregata postavená domácími loděnicemi.

## Stavba
Stavba fregaty je součástí modernizačního programu námořnictva zahájeného roku 2001. Jeho cílem byla náhrada zastaralých plavidel domácími konstrukcemi využívajícími vybavení z Ruska, Číny i ze Západu. Součástí této modernizace byla loděnice Myanmar Naval Dockyard vybudovaná v devadesátých letech s čínskou pomocí, školení odborníků v Rusku a Číně a zařazení dvou starších čínských fregat roku 2012. Stavba fregaty King Thalun byla zahájena v březnu 2017. Na vodu byla spuštěna 24. prosince 2024 v loděnici v Thanlyinu. Událost bxla spojena se 77. výročím založení námořnictva.

## Konstrukce
Oproti předcházející třídě Aung Zeya má plavidlo propracovanější stealth tvarování trupu a nástaveb. Přesná konfigurace výzbroje není známa. Odhadováno je využití 76mm kanónu OTO Melara, vertikálních sil se střelami HQ-16, několik 20mm kanónových kompletů AK-630, protilodních střel (možná Ch-35E), vrhačů raketových hlubinných pum RBU-6000, 324mm torpédometů pro protiponorková torpéda Shyena, vrhačů hlubinných pum a kulometů. Na zádi se nachází přistávací plocha pro vrtulník. Pohonný systém je koncepce CODOG. Nejvyšší rychlost dosahuje třicet uzlů.